# Protocollo di Needham-Schroeder

Schema del protocollo di Needham-Schroeder a chiave segreta

Con il termine generico di protocollo di Needham-Schroeder si possono identificare due protocolli di comunicazione progettati per permettere comunicazioni cifrate su reti non sicure.
I protocolli furono proposti da Roger Needham e Michael Schroeder nel 1978.
- Il protocollo di Needham-Schroeder a chiave segreta è basato sulla crittografia simmetrica ed è alla base del protocollo di rete Kerberos. Il protocollo permette di stabilire una chiave di sessione utilizzabile da due entità di rete per proteggere le successive comunicazioni.
- Il protocollo di Needham-Schroeder a chiave pubblica è invece basato sulla crittografia asimmetrica e permette di assicurare la mutua autenticazione tra due entità di rete. Nella sua forma proposta non è sicuro.

## Il protocollo a chiave segreta

### Scenario
- Alice ({\displaystyle A}) e Bob ({\displaystyle B}) sono due entità di rete che devono comunicare in modo sicuro utilizzando un collegamento di rete non sicuro.
- {\displaystyle S} è un server fidato, ovvero che gode della fiducia di entrambe le parti.
- {\displaystyle K_{AS}} è una chiave simmetrica nota esclusivamente ad {\displaystyle A} e {\displaystyle S}.
- {\displaystyle K_{BS}} è una chiave simmetrica nota esclusivamente a {\displaystyle B} e {\displaystyle S}.
- {\displaystyle K_{AB}} è una chiave simmetrica di sessione generata da {\displaystyle S} durante l'esecuzione dei passi del protocollo.
- {\displaystyle N_{A}} e {\displaystyle N_{B}} sono nonce crittografici, ovvero numeri casuali da usare una volta sola.

Si suppone che sia {\displaystyle A} a cominciare la comunicazione.

### Descrizione
Alice spedisce un messaggio al server con la sua identità e quella di Bob, per dichiarare che intende comunicare con Bob. Allega anche un numero {\displaystyle N_{A}}:
{\displaystyle A\rightarrow S:A,B,N_{A}}
Il server genera la chiave di sessione {\displaystyle {K_{AB}}} e risponde ad Alice inviandole:
- la chiave {\displaystyle {K_{AB}}} appena generata,
- la coppia {\displaystyle (K_{AB},A)} criptata con la chiave {\displaystyle K_{BS}}, in modo che possa essere inoltrata a Bob perché venga reso partecipe,
- il nonce {\displaystyle N} che assicura ad Alice che il messaggio è nuovo e che il server sta rispondendo a quel particolare messaggio.
- B: l'inclusione dell'identificatore di Bob dice ad Alice con chi lei sta condividendo la chiave.

Il tutto è criptato con la chiave segreta {\displaystyle K_{AS}}, nota solo ad Alice e al server:
{\displaystyle S\rightarrow A:\{N_{A},K_{AB},B,\{K_{AB},A\}_{K_{BS}}\}_{K_{AS}}}
Alice comunica a Bob la chiave di sessione e il proprio identificativo, criptati con la chiave {\displaystyle K_{BS}}, come comunicata dal server con il precedente messaggio. Bob può decriptare il messaggio e il fatto che sia stato cifrato da una entità fidata (il server) lo rende autentico:
{\displaystyle A\rightarrow B:\{K_{AB},A\}_{K_{BS}}}
Bob risponde ad Alice con un nonce criptato con la chiave di sessione {\displaystyle {K_{AB}}}, per mostrare che è in possesso della chiave:
{\displaystyle B\rightarrow A:\{N_{B}\}_{K_{AB}}}
Alice decifra il nonce di Bob, lo modifica con una semplice operazione, lo cifra nuovamente e lo rispedisce indietro, provando così che è ancora attiva e in possesso della chiave:
{\displaystyle A\rightarrow B:\{N_{B}-1\}_{K_{AB}}}
Da questo momento in poi la comunicazione è pienamente stabilita e viene condotta da entrambe le parti inviando messaggi cifrati con la chiave di sessione {\displaystyle K_{AB}}.

#### Vulnerabilità
Il protocollo è suscettibile ad attacchi di tipo replay.
Attacco Replay:
Se un attaccante {\displaystyle E} conosce una vecchia chiave {\displaystyle K'_{AB}} scambiata in una precedente esecuzione del protocollo, allora:
- {\displaystyle E} può replicare il messaggio {\displaystyle \{K'_{AB},A\}_{K_{BS}}} a Bob
- Bob accetta la chiave {\displaystyle K'_{AB}} non sapendo che è compromessa (quindi non sa che la chiave non è nuova)

Soluzione:
utilizzare i timestamp all'interno dei messaggi (ciò si vedrà come si utilizza nel protocollo di rete Kerberos)

## Il protocollo a chiave pubblica

### Scenario
- Alice ({\displaystyle A}) e Bob ({\displaystyle B}) sono due entità di rete che devono comunicare in modo sicuro utilizzando un collegamento di rete non sicuro.
- {\displaystyle S} è un server che gode della fiducia di entrambi e si occupa di distribuire chiavi pubbliche su richiesta.
- {\displaystyle K_{PA}} e {\displaystyle K_{SA}} sono rispettivamente la chiave pubblica e la chiave segreta di Alice.
- {\displaystyle K_{PB}} e {\displaystyle K_{SB}} similmente sono le chiavi Bob.
- {\displaystyle K_{PS}} e {\displaystyle K_{SS}} similmente sono le chiavi del server.

È importante specificare che mentre Alice e Bob usano la chiave pubblica per cifrare e quella privata per decifrare, il server usa la chiave privata {\displaystyle K_{SS}} per cifrare e la chiave pubblica {\displaystyle K_{PS}} per decifrare; così facendo il server firma le proprie comunicazioni.

### Descrizione
Alice chiede al server la chiave pubblica di Bob:
{\displaystyle A\rightarrow S:A,B}
Il server risponde, inviando anche l'identificativo di Bob per conferma. Alice può usare la chiave pubblica {\displaystyle K_{PS}} per verificare la firma di {\displaystyle S} e verificarne l'autenticità confrontando l'id di Bob ricevuto con quello in suo possesso:
{\displaystyle S\rightarrow A:\{K_{PB},B\}_{K_{SS}}}
Alice genera un nonce {\displaystyle N_{A}} e lo invia a Bob cifrandolo con la chiave appena ricevuta:
{\displaystyle A\rightarrow B:\{N_{A},A\}_{K_{PB}}}
Bob decifra il messaggio mediante la sua chiave privata, vede che è di Alice e richiede la sua chiave pubblica al server:
{\displaystyle B\rightarrow S:B,A}
Il server soddisfa la richiesta di Bob:
{\displaystyle S\rightarrow B:\{K_{PA},A\}_{K_{SS}}}
Bob genera un nonce {\displaystyle N_{B}} e lo invia ad Alice insieme a {\displaystyle N_{A}}, per provare che è in possesso della chiave privata {\displaystyle K_{SB}}:
{\displaystyle B\rightarrow A:\{N_{A},N_{B}\}_{K_{PA}}}
Alice conferma {\displaystyle N_{B}} a Bob per provare a sua volta che è in possesso della chiave privata {\displaystyle K_{SA}}
{\displaystyle A\rightarrow B:\{N_{B}\}_{K_{PB}}}
Da questo momento in poi Alice e Bob si sono autenticati a vicenda e sono gli unici a conoscenza di {\displaystyle N_{A}} e {\displaystyle N_{B}}.

### Vulnerabilità
Il protocollo è suscettibile ad attacchi di tipo man in the middle: un impostore {\displaystyle I} può ingannare Alice e convincerla a iniziare una sessione di comunicazione con lui e successivamente inoltrare i messaggi a Bob convincendolo di essere in comunicazione con Alice.
A parte le comunicazioni con {\displaystyle S}, che rimangono inalterate, l'attacco si svolge come segue:
Alice invia {\displaystyle N_{A}} a {\displaystyle I}, che decifra il messaggio con {\displaystyle K_{SI}}:
{\displaystyle A\rightarrow I:\{N_{A},A\}_{K_{PI}}}
{\displaystyle I} inoltra il messaggio a Bob, cifrandolo con la corrispettiva chiave pubblica, fingendo che sia Alice a voler comunicare con lui:
{\displaystyle I\rightarrow B:\{N_{A},A\}_{K_{PB}}}
Bob risponde inviando {\displaystyle N_{B}}. Questo messaggio arriva a {\displaystyle I}, che non può decifrarlo perché non è in possesso di {\displaystyle K_{SA}}:
{\displaystyle B\rightarrow I:\{N_{A},N_{B}\}_{K_{PA}}}
{\displaystyle I} lo inoltra ad Alice:
{\displaystyle I\rightarrow A:\{N_{A},N_{B}\}_{K_{PA}}}
Alice crede che {\displaystyle N_{B}} sia il nonce di {\displaystyle I}, quindi lo conferma come da protocollo:
{\displaystyle A\rightarrow I:\{N_{B}\}_{K_{PI}}}
Ora {\displaystyle I} conosce {\displaystyle N_{B}}, lo cifra con {\displaystyle K_{PB}} e invia a Bob, che vede una conferma valida.
{\displaystyle I\rightarrow B:\{N_{B}\}_{K_{PB}}}
{\displaystyle I} agisce da "uomo nel mezzo" e intercetta tutti i messaggi di Bob, che crede di essere in comunicazione sicura con Alice.
L'attacco è stato descritto per la prima volta da Gavin Lowe nel 1995. La versione corretta del protocollo, chiamata Needham-Schroeder-Lowe, sostituisce il sesto messaggio
{\displaystyle B\rightarrow A:\{N_{A},N_{B}\}_{K_{PA}}}
con
{\displaystyle B\rightarrow A:\{N_{A},N_{B},B\}_{K_{PA}}}
In questo modo Alice si può accorgere che i messaggi non arrivano dall'intruso, con cui aveva iniziato la comunicazione, ma da Bob.